# Jarosław Dębowski
Jarosław Dębowski (ur. 6 listopada 1989 w Gdańsku) – polski urzędnik państwowy i dziennikarz, od 2025 podsekretarz stanu i zastępca Szefa Gabinetu w Kancelarii Prezydenta RP.

## Życiorys
Ukończył filologię polską na Wydziale Filologicznym Uniwersytetu Gdańskiego ze specjalizacjami krytyka artystyczno–literacka oraz wiedza o pracy dziennikarza i publicysty. Przez około 10 lat pracował w grupie RMF FM. Od 2019 do 2021 zatrudniony w Muzeum II Wojny Światowej w Gdańsku, gdzie zajmował się komunikacją, promocją i relacjami z mediami i wolontariuszami. W sierpniu 2021 przeszedł do pracy jako asystent prezesa Instytutu Pamięci Narodowej, doszedł w tej instytucji do stanowiska dyrektora Biura Prezesa. Uczestniczył w kampanii wyborczej Karola Nawrockiego przed wyborach prezydenckich w 2025, odpowiadając za kwestie organizacyjne.
7 sierpnia 2025 został powołany na stanowiska podsekretarza stanu w Kancelarii Prezydenta Rzeczypospolitej Polskiej i zastępcy Szefa Gabinetu Prezydenta RP.